# Superkubak Belarusi 2024
La Superkubak Belarusi 2024 è stata la quindicesima edizione dell'omonima competizione, disputata il 2 marzo 2024, allo Stadio Stroitel di Salihorsk, tra la Dinamo Minsk, vincitrice della Vyšėjšaja Liha 2023, e il Tarpeda-BelAZ, vincitore della Kubak Belarusi 2022-2023.
Lo Tarpeda-BelAZ ha vinto il trofeo per la prima volta nella sua storia, battendo la Dinamo Minsk ai calci di rigore per 4 a 3.

## Tabellino
| Arbitro: | Kurgheli |

|                                           |                      |                                            |
| Pabudzej Zaleski Myakish Rutsky Pramudraŭ | Tiri di rigore 4 – 3 | Mel'ničėnka Zherdev Pigas Demchenko Adeola |